# Зоопарк (Вроцлав)
Зоологическата градина във Вроцлав (на полски: Ogród Zoologiczny we Wrocławiu) е основана през 10 юли 1865 г.
Има площ от 33 хектара.
През 1 април 1921 г. след Първата световна война зоопаркът престава да съществува. Продажба на животни е продължило в продължение на месец. Празни райони са се променили в обществен парк. През 1927 г. дейността се възобновява. По време на обсадата на Вроцлав във февруари 1945 г. отстреляно всички хищници и едри животни.
Инфраструктурата на градината се състои от няколко ценни обекти, представляващи историцизма и еклектика на деветнадесети век. Повечето от сградите от периода на създаването на зоологическата градина е дело на архитект Карл Шмит и Алберт Грау.
В края на 2015 г. Вроцлавски зоопарк представи над 10 500 животни (с изключение на безгръбначни) от 1132 видове.
Зоопаркът е вписан в Световната асоциация на зоологическите градини и аквариуми и Европейската асоциация на зоологическите градини и аквариуми.

## Обзавеждане
- Волиера за кафяви мечки – най-големият обект от този вид в Полша, с площ от ок. 1,2 хектара[2]
- Волиери за рисове и диви котки
- Аквариум за тюлени – басейн с капацитет от почти 1000 m³ с модерна система за филтриране и акрилни панели позволяващи на подводен оглед[2]
- Павилон Тераи – сграда с волиери обитавани от индийските носорози, камбоджански гибони, мунтжаки и Ratufa bicolor
- Павилон на Мадагаскар – павилион със зала на свободните полети и нощна експозиция, който е дом на флората и фауната на Мадагаскар[2]
- Тайната на Сахара – сграда, в която са експонирани животните на най-голямата пустиня в света[2]
- Пагода на гибони – онитавана от гибони и балабакански канчили
- Павилон Саймири – обитаван от група саймири
- Терариум[2]
- Ранчо – вътрешен двор за потландски пони, хафлингери и магари поату
- Павилон на окапи и четкоуха свиня
- Одрариум
- Африкариум – комплекс на сгради заедно с аквариум с участието на животни от Африка